# خرس قطبی (فیلم)
خرس قطبی یک فیلم مستند طبیعت آمریکایی محصول سال ۲۰۲۲ است که دربارهٔ خرس‌های قطبی می‌باشد، کارگردانی آن را الستر فوترگیل و جف ویلسون بر عهده داشته‌اند. این مستند که صداپیشگی آن را کاترین کینر انجام داده است، شانزدهمین فیلم مستند طبیعت است که تحت برند دیزنی‌نیچر منتشر می‌شود. این فیلم به عنوان فیلم اختصاصی دیزنی پلاس در روز زمین، مطابق با روز ۲۲ آوریل ۲۰۲۲ منتشر شد و نظرات مثبتی از سوی منتقدان دریافت کرد.

## پیرنگ
یک خرس قطبی مادر و توله‌اش در آب‌هایی که زمانی یخ‌های توندرای قطب شمال بودند، شنا می‌کنند و فیلم ماجرای چگونگی زنده ماندن او و خانواده‌اش را در دوران جوانی‌اش، برای ما بازگو می‌کند. او عاشق بازی با برادر دوقلویش بود به خاطر اینکه مادرشان مراقب آنها بود و از آنها محافظت می‌کرد، به خاطر اینکه او به شکار فک می‌رفت و مراقب خرس‌های قطبی نری بود که تهدیدی برای توله‌ها به حساب می‌آمدند، آنها حتی با یک نهنگ مرده مواجه شدند و همراه خرس‌های دیگر، از خوردن آن لذت بردند. متأسفانه یک روز، برادرش مرد و خواهر و مادرش را تنها گذاشت، او با موفقیت یک بچه گراز دریایی را که توسط مادر وحشت‌زده‌اش رها شده بود، شکار کرد. مادر خرس می‌دانست که وقت آن رسیده که دوباره از خودش مراقبت کند و آنجا را ترک کرد.
خرس قطبی چند سال بود که خرس دیگری را مشاهده نکرده بود تا اینکه با خرس نر دیگری همسن خودش آشنا شد و یک روز را با هم بازی کردند. وقتی خرس قطبی نر می‌رود، خرس قطبی متوجه شد که توسط یک خرس نر بسیار بزرگتر تحت تعقیب است. با این تصور که آن خرس نر بزرگ قصد کشتن او را دارد سر موضع خود می‌ایستد اما خیلی زود متوجه می‌شود که او مورد محبت و عشق‌بازی قرار گرفته است. همان‌طور که خرس نر بزرگ و ماده راه خود را از هم جدا می‌کنند، خرس قطبی به زودی صاحب یک توله می‌شود. در زمان حال، مادر و دختر روزهای خود را در قطب شمالی که در حال ناپدید شدن است سپری می‌کنند، مادر می‌داند که دخترش هر آنچه را که برای تبدیل شدن به یک خرس قطبی خوب لازم است خواهد داشت، و با این پرسش نگران کننده مواجه است که چه دنیایی به عنوان خانه در انتظار فرزندش است. فیلم با پیامی به پایان می‌رسد که می‌گوید: «قطب شمال می‌تواند تا تابستان ۲۰۴۰ عاری از یخ شود، اقداماتی که امروز انجام می‌دهیم می‌تواند آینده خرس‌های قطبی را در جهت مثبت تغییر دهد.»

## تولید
صداپیشگی فیلم مستند دیزنی نیچر که دربارهٔ خرس قطبی است را کاترین کینر بر عهده داشت. الستر فوترگیل و جف ویلسون همچون فیلم مستند قبلی شرکت دیزنی‌نیچر به نام پنگوئن‌ها (۲۰۱۹) کارگردانی این فیلم را انجام دادند و همراه با کیت شولی، روی کونلی و جیسون رابرتز تهیه‌کنندگی‌اش را بر عهده داشتند. موسیقی متن فیلم را هری گرگسون-ویلیامز ساخته است.

## انتشار
فیلم خرس قطبی به عنوان فیلم اختصاصی دیزنی پلاس در روز زمین، مطابق با روز ۲۲ آوریل ۲۰۲۲ منتشر شد.